# Roue de Paris

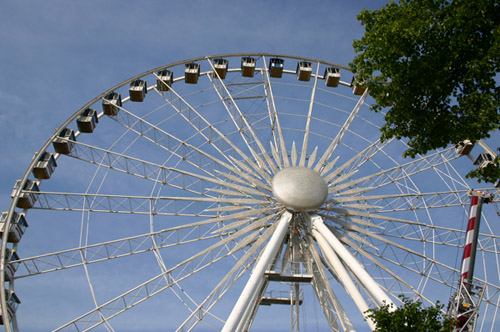
Roue de Paris in Geleen, 19 mei 2005.

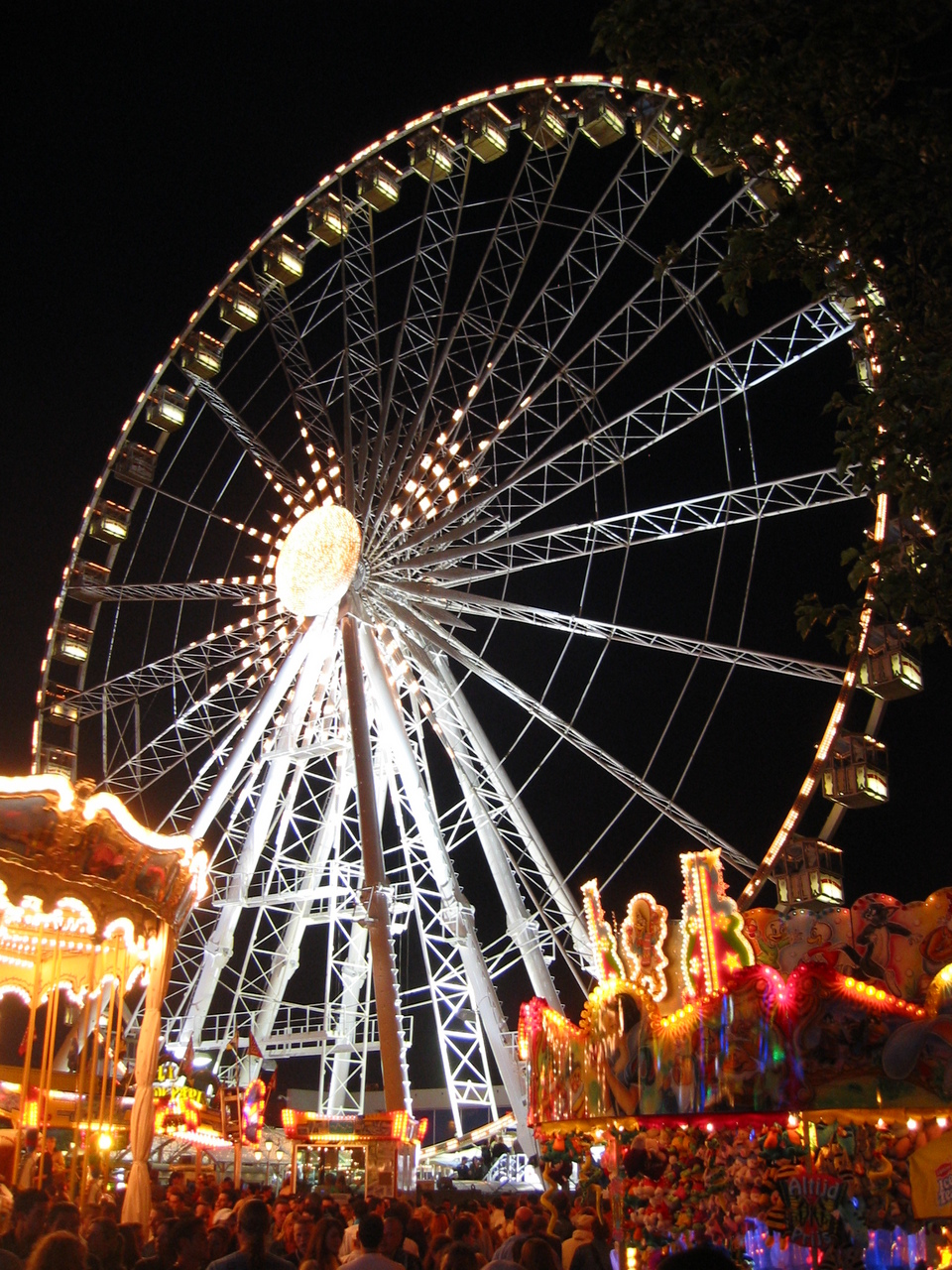
Roue de Paris in Geleen, 21 mei 2005.

Het Roue de Paris is Europa's (voormalig) grootste transportabele reuzenrad, speciaal gebouwd voor de millenniumviering in Parijs. Het reuzenrad is door de firma Nauta-Bussink gebouwd.
In het bijna 55 meter hoge rad kan ook een speciale, voor Jacques Chirac gebouwde, VIP-gondel worden gehangen, die voorzien is van leren bekleding, een mini-bar en telefoon.

## Geschiedenis
Na het verlopen van de Parijse vergunning, is het rad in 2003 naar Birmingham vertrokken waar het nog tot februari 2004 zijn rondjes heeft gedraaid.
Aan het einde van 2004 is het reuzenrad naar Manchester verhuisd om daar als "The Wheel of Birmingham" te draaien.
In mei 2005 is het rad verkocht aan de Nederlandse kermisexploitant Léon Snep. Deze heeft het rad eenmalig opgezet op de World Town Fair in Geleen, om te kijken hoe het rad precies in elkaar hoort te zitten.
Nadien was het onder andere te zien in Amsterdam, Harlingen, Newcastle, Bangkok, Ieper, Waregem, Antwerpen en Gent.

## Technische details
- Hoogte: ± 53 meter
- Diameter: ± 50,5 meter
- Aantal gondels: 42
- Aantal spaken: 21
- Maximumsnelheid: 1,5 rpm (4 m/s)
- Capaciteit: 252 personen (6 per gondel)
- Basisbreedte: 25 meter
- Basislengte: 20,5 meter